# 国際天文学連合による惑星の定義

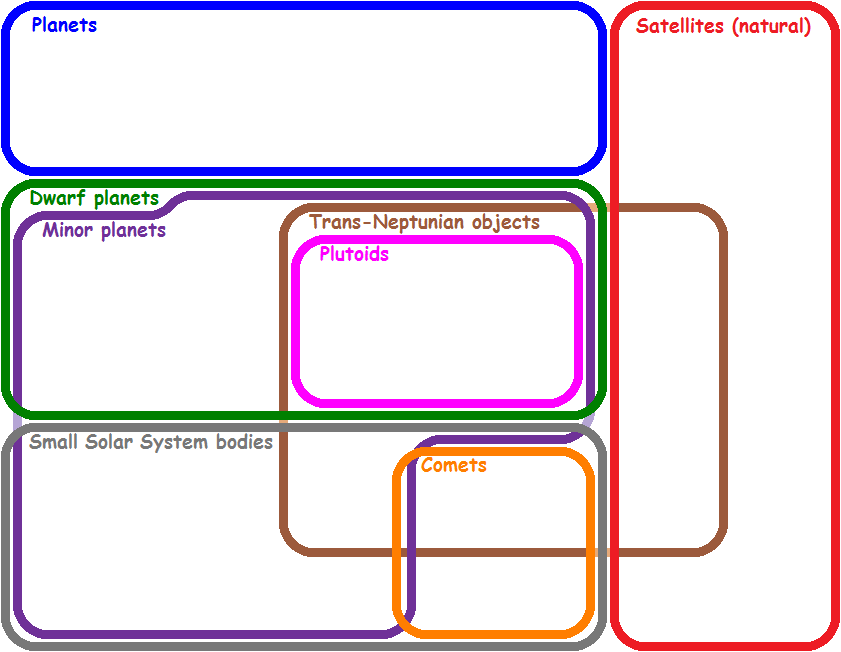
太陽系の天体の分類

国際天文学連合による惑星の定義（こくさいてんもんがくれんごうによるわくせいのていぎ、IAU definition of planet）は、2006年に国際天文学連合 (IAU) によって定められた。それによると、太陽系内において、惑星は以下を満たす天体である。
1. 太陽の周りの軌道上にある。
2. 静水圧平衡にあると推定するのに十分な質量を持つ（ほぼ球形である）。
3. その軌道近くから他の天体を排除している[1]。

衛星以外で、上記の3つの条件のうち上の2つを満たしている天体は、「準惑星」に分類される。IAUによると、「惑星と準惑星は、2つの区別された天体の分類」である。衛星以外で上記の3つの条件のうち上の1つだけを満たしている天体は、「太陽系小天体」に分類される。最初の原案では、準惑星を惑星のサブカテゴリに含める計画であったが、将来的に太陽系の数十の天体がここに加わる可能性があったため、この案は最終的に棄却された。この定義は議論を呼び、様々な天文学者から賛成と反対の意見が出されたが、現在でも有効である。
この定義によると、現在、太陽系には8つの惑星と5つの準惑星が知られている。この定義は惑星を小天体から区別するもので、小天体が未だ発見されていない太陽系外には適用されない。太陽系外惑星は、2003年の惑星の定義のガイドライン案の補遺で、より大きい矮星から区別するものとして別に規定されている。

## 議論の理由

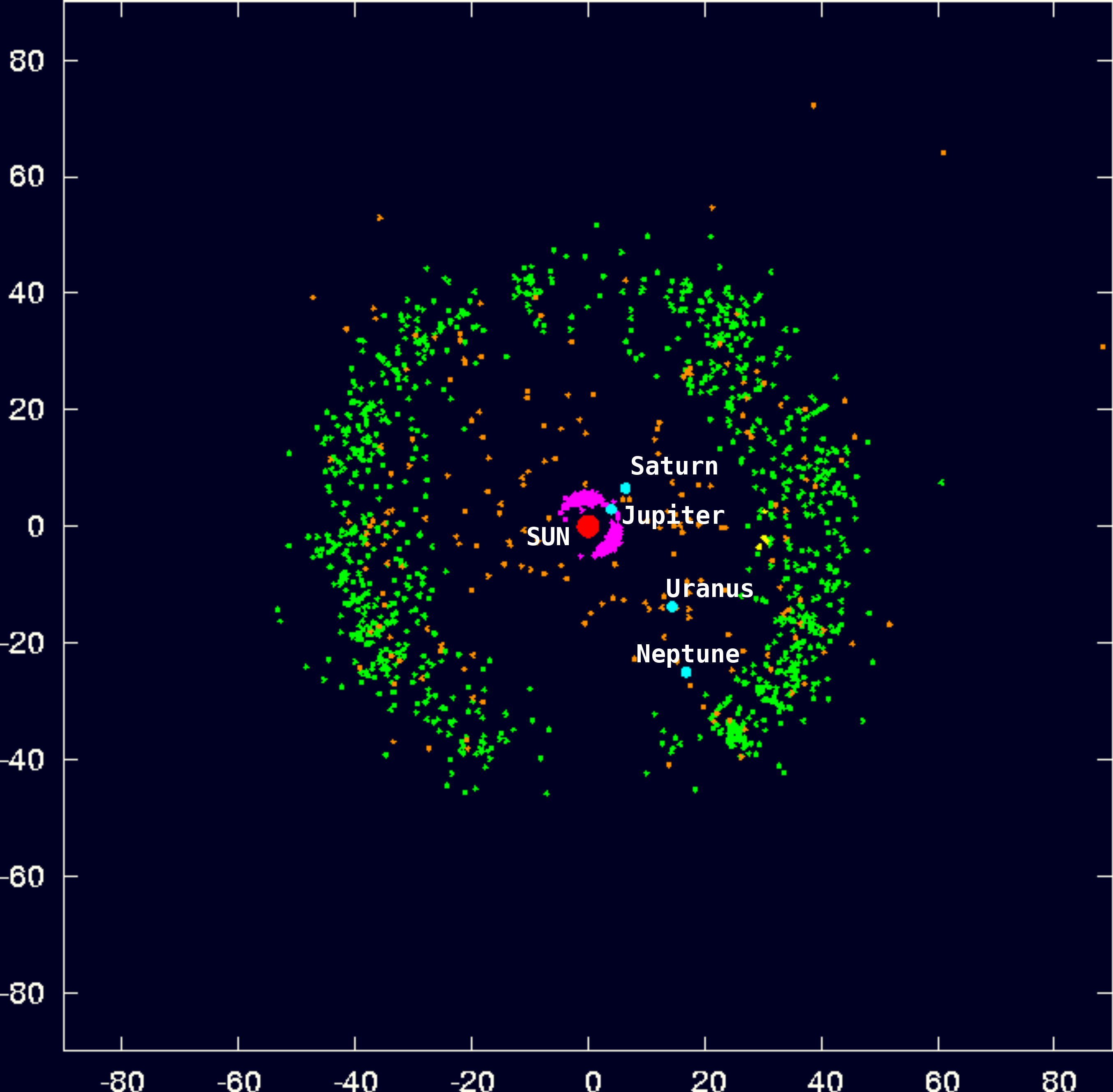
全ての既知のカイパーベルト天体（緑色）と外惑星（青色）

21世紀初頭の発見まで、天文学者は惑星の公式な定義の必要性を感じていなかった。1930年に冥王星が発見され、太陽系には小惑星や彗星等の数千個の小天体とともに、9つの惑星が存在すると考えられるようになった。この頃、冥王星は水星よりも大きいと考えられていた。
1978年、冥王星の衛星カロンが発見され、この姿が劇的に変わった。カロンの軌道周期の測定によって冥王星の真の質量の計算が初めて可能となり、それまで考えられていたよりずっと小さいことが明らかとなった。冥王星の質量は水星の約25分の1で地球の月よりも小さく、圧倒的に最小の惑星となったが、それでも最大の小惑星であるケレスよりは10倍以上大きかった。
1990年代、少なくとも冥王星ほど遠い軌道に、現在はエッジワース・カイパーベルト天体として知られる天体が発見され始めた。その多くは冥王星と主な軌道要素を共有し、現在は冥王星族と呼ばれている。冥王星は、新しい分類の天体のうち最大のものとみられるようになり、冥王星を惑星と呼ぶのを止める天文学者も現れた。冥王星の偏平で傾いた軌道は太陽系の惑星とはかなり異なるが、他のエッジワース・カイパーベルト天体とはよく一致した。2000年、それがRose Center for Earth and Spaceで報じられると、新しく改修されたニューヨーク市にあるヘイデン・プラネタリウムでは、惑星の展示に冥王星を含めなかった。
大きさと軌道が冥王星と匹敵する少なくとも3つの天体（クワオアー、セドナ、エリス）が発見された2000年から、これら全てを惑星と呼ぶべきか、冥王星を分類し直すべきかどちらかであることが明確になった。冥王星ほどの大きさの惑星は今後もさらに発見され、惑星の数は急速に拡大し始めるであろうことも分かっていた。また、太陽系以外の惑星系の惑星の定義も問題となっていた。2006年、エリスが冥王星よりも若干大きいことが明らかとなり、同じように「惑星」の資格を持つと思われた。

### 過去の類似例
1801年1月1日にケレスが発見されて始まった19世紀にも、冥王星の詳細が理解されてきたことで議論を呼んだ。天文学者はすぐに、この小さな天体が火星と木星の間の「失われた惑星」であると宣言した。しかし、それから4年以内に、同じ様な大きさと軌道を持つさらに2つの天体が発見され、この考えが誤りであることを示した。1851年までに、「惑星」の数は23個に増え、さらに今後数百個が発見されることは明らかであった。天文学者は、これらを星表に分離して収め始め、「惑星」の代わりに「小惑星」と呼び始めた。

## 定義の歴史
新しい惑星はまれにしか発見されないため、IAUはその定義と命名法に機械的な基準を作ってこなかった。セドナの発見後の2005年、イギリスの天文学者Iwan Williamsを委員長として19人からなる委員会が設置され、惑星の定義について検討が行われた。委員会は、3つの定義を提案した。
文化的定義
惑星は、十分多くの人がそう呼ぶ時に惑星である。
構造的定義
惑星は、球形を保つのに十分なほど大きいものである。
動力学的定義
天体は、他の全ての天体が最終的にその軌道から排除されるのに十分なほど大きいものである。
ハーバード大学名誉教授である天文歴史家のOwen Gingerichが委員長を務め、5人の惑星科学者と科学ライターのデーヴァ・ソベルが参加する別の委員会が、提案を作るために立ち上げられた。

## 提案された原案

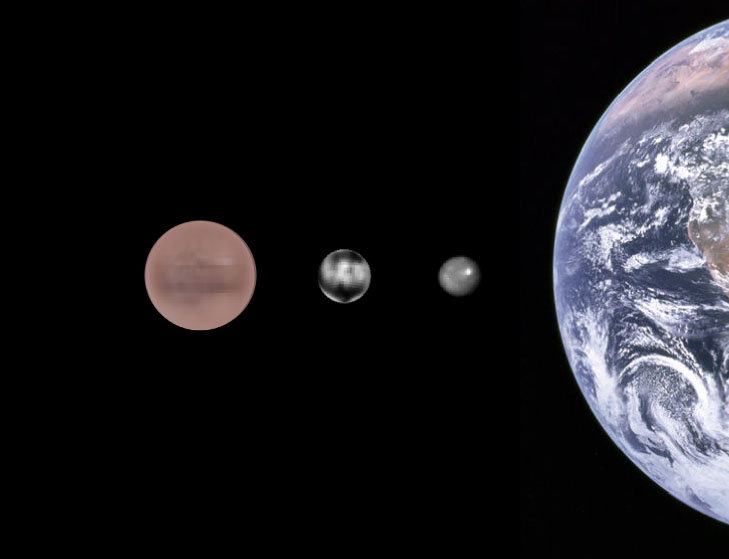
当初の提案は、エリス、カロン、ケレスを惑星に加える案であった。

IAUは、2006年8月16日に原案を公表した。この案は、委員会の3つの意見のうち2番目に基づくもので、次のように述べる。
惑星は、(a) 自己の重力が剛体力に打ち勝ち、静水圧平衡にあると推定される十分な質量を持ち、(b) 恒星の周りの軌道にあり、恒星でも惑星の衛星でもない天体である。
この定義により、次の3つの天体が惑星と認められるようになった。
- ケレスは発見時から惑星と考えられてきたが、後に小惑星として扱われるようになった。
- 冥王星-カロン系は、二重惑星と考えられている。
- エリスは、外太陽系の散乱円盤天体である。

物理的性質が詳しく分かっていなかったさらに12個の天体もこの定義の下に連なる可能性があった。この2番目のリストのうちいくつかの天体は、他よりも「惑星」として認められる可能性が高かった。メディアで主張されていることをよそに、この定義では、太陽系に12個の惑星だけを残しておくことを必要としない。セドナとエリスの発見者であるマイケル・ブラウンは、太陽系内の少なくとも53個の既知の天体が定義に当てはまる可能性があり、完全な探索が行われれば、恐らくさらに200個は見つかるだろうと述べている。
この定義では、2つの天体がそれぞれどちらも惑星の基準を満たし、系の共通重心が両方の天体の外にある1対の天体を二重惑星としている。冥王星とカロンは、太陽系で唯一の既知の二重惑星である。月のようなその他の惑星の衛星でも静水圧平衡にあると考えられるものがあるが、系の共通重心がより重い天体の内側にあるため、二重惑星とは定義されていない。

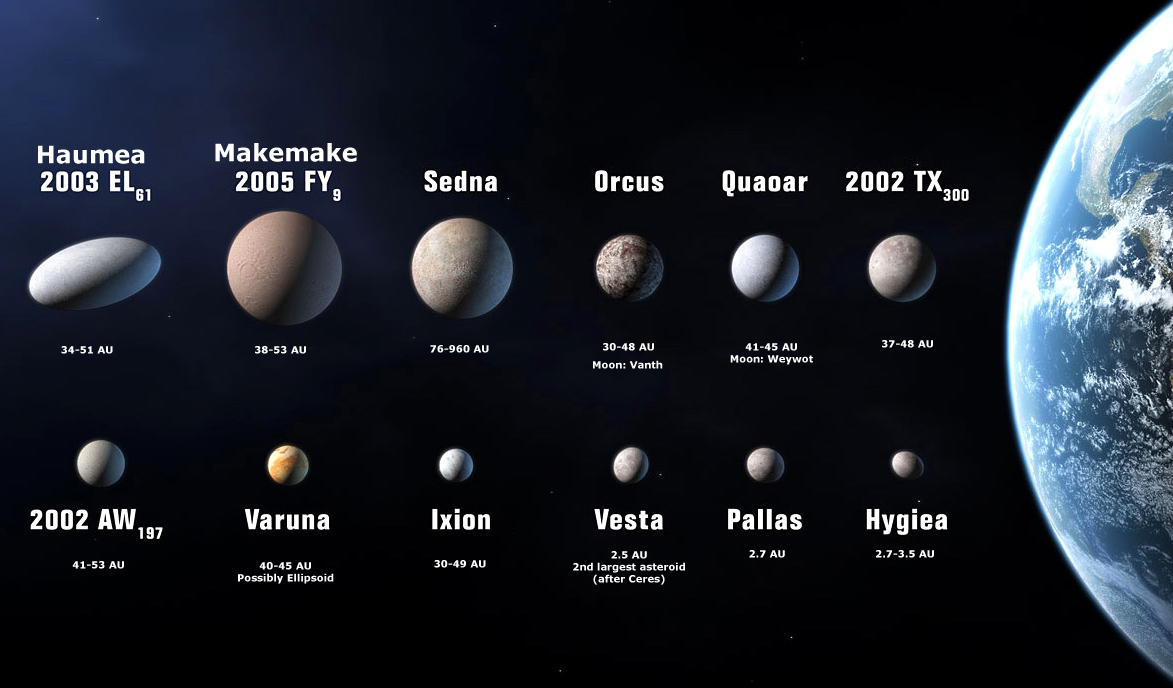
最初の提案に当てはまる可能性のある12個の「惑星候補」。最後の3つを除き、太陽系外縁天体である。最も小さな3つ（ヴェスタ、パラス、ヒギエア）は、小惑星帯に存在する。

「小惑星」という用語は廃止されて「太陽系小天体」と"pluton"（プルートン）という新しい分類に置き換えられた。前者は、「球形」の閾値に満たない天体、後者はかなり偏平で傾いた、軌道周期200年以上（即ち海王星の軌道より外側）の天体に適用される。冥王星は、この分類のプロトタイプである。「準惑星」という用語は、太陽の周りを公転する8つの「古典的惑星」より小さい全ての惑星に当てはまるが、IAUの公式の分類ではない。IAUは、原案にあった惑星と褐色矮星の区別については勧告しなかった。提案に対する投票は、2006年8月24日に予定された。
このような「惑星」という用語の再定義により、太陽系外縁天体のハウメア、マケマケ、セドナ、オルクス、クワオアー、ヴァルナ、(55636) 2002 TX300、イクシオン、(55565) 2002 AW197や小惑星ベスタ、パラス、ヒギエアの分類も変える可能性があった。
8月18日、世界最大の国際的な惑星科学の専門家組織であるアメリカ天文学会惑星科学部会は、この原案を承認した。
IAUによると、球形条件を満たすためには、一般的に最低でも5×1020kgの質量、即ち最低でも直径800kmが必要となる。しかし、マイケル・ブラウンは、この数字は小惑星のような岩石質の小惑星にしか当てはまらず、カイパーベルト天体のような氷天体では、恐らく直径200kmから400kmでも静水圧平衡に達すると主張する。全ては天体を構成する物質の固さに依存し、それは内部温度の影響を強く受ける。土星の衛星メトネの形は、土星からの潮汐力と衛星の重力のバランスを反映しており、メトネのわずか3kmの直径は、メトネが氷の綿毛で構成されていることを示唆している。

### 利点
提案された定義は、定義条件として物理学的な質的要件（丸い天体）を用いるものであるため、多くの天文学者の支持を得た。これに変わりうる定義のほとんどは、太陽系惑星のために特別にあつらえた量的な制限（軌道傾斜角の最大または最小値等）に依存する。IAUの委員によれば、この定義は、天体が惑星であるか否かを決定するのに人工的な制限を使わず、その代わり「自然」に従うものである。
またこの基準は、観測可能な質の測定という利点を持つ。示された基準では、今後の観測の精度の向上によって、惑星に再分類される天体が存在する可能性の方が高そうである。
さらに、この定義では冥王星が惑星として残る。冥王星の惑星としての地位は、多くの人に愛着を持たれてきたが、一般大衆はプロの天文学者から阻害されてきたため、メディアが1999年に冥王星の降格を報じ、全ての太陽系外縁天体が単一の分類となると誤解された際、かなりの騒動が起こった。

### 提案への批判
提案された再定義は、曖昧だという批判を受けた。天文学者のフィル・プレイトとNCSEのライターであるニック・マツケはどちらも、なぜ彼らがこの再定義を良いものとは考えないかについて書いている。それは、恒星の周りを公転するものとして惑星を定義しており、恒星系から弾き出されたものや恒星系とは無関係に形成されたもの（自由浮遊惑星）は、その他の条件を全て見たしていても惑星とは呼べないことになる。同じような状況は、既に惑星系から弾き出された「衛星」にも当てはまっており、その呼び方が広く受け入れられていても衛星と呼ぶことはできない。同様に、この再定義は、惑星と褐色矮星の間を差別化していない。この違いを明らかにする試みは、後日に残されることになった。
二重惑星の定義についても批判がある。現在、月は地球の衛星として定義されているが、地球と月の共通重心は、徐々に外側に移動し、最終的には、両方の天体の外側に位置することがありうる。再定義によると、この変化によって、月は惑星の地位に着くことになる。ただし、この状態になるまでには数十億年を要し、これは多くの天文学者が、太陽が赤色巨星に膨張し、地球や月を破壊すると予測する時期よりずっと後である。
2006年8月18日のサイエンス・フライデーのインタビューで、マイケル・ブラウンは、科学的な定義の必要性にさえ疑問を呈し、次のように述べた。「私がいつも使うアナロジーは、「大陸」という用語だ。ご存知のように、「大陸」という用語には科学的な定義がない。それはまさに文化的な定義である。地理学者は賢いことにそれを放っておき、「大陸」に厳密な再定義を与えようとはしない。」
8月18日、オーウェン・ギンガーリッチは、彼が受け取った書簡は、提案に賛成のものと反対のものが同程度の数だったと述べた。

## 代替案
カーネギー研究所のアラン・ブロスによると、IAUのサブグループは2006年8月18日に原案について投票を行い、わずか18票の賛成に対し反対は50票を超えた。50の反対者は、ウルグアイの天文学者フリオ・アンヘル・ヘルナンデスの対案の方を選んだ。
| 「 | (1) 惑星は、(a) 局所的に圧倒的に大きく、(b) 重力が剛体力に打ち勝つ、即ち静水圧平衡の状態に十分な質量を持ち、(c) 核融合反応によってエネルギーを生成しない天体である。 (2) (1) の点について、太陽系の惑星は、黄道面上のほぼ円形の軌道を持ち、1900年以前に発見されていた8つの古典的な惑星のみである。太陽の周りの軌道にあるその他の全ての天体は、水星よりも小さく、(b) と (c) の条件は満たすが、(a) の条件は満たさないと判断し、「準」惑星と定義する。冥王星やケレス、その他の大きな太陽系外縁天体は、このカテゴリに属する。惑星と比較して、これらの天体は、軌道傾斜角と軌道離心率が大きい。 (3) 太陽の周りを公転する天体のうち、上述の基準のどれも満たさないものは、「太陽系小天体」と総称される。 定義と基準 1. 天体の局在は、検討中の天体の軌道を横切るか非常に近傍の天体の集まりであること。 2. この一般原則は、構成物質の強度に依存して、直径数百kmを超える大きさの天体に対して適用される。 3. この基準は、木星型惑星と褐色矮星または恒星の間の区別を容認する。 4. この分類には、現在、大部分の太陽系小惑星、地球近傍天体、火星、木星、海王星のトロヤ群、大部分のケンタウルス族、大部分の太陽系外縁天体、彗星が含まれる。 | 」 |

この代替案の下では、現在の太陽系は変わらず残るが、冥王星は準惑星に格下げとなる。

## 原案の修正
8月22日、提案された原案は、2つの点について書き直された。1点目は、新しい分類の惑星の命名の一般化であり（かつての原案では、「プルートン」という用語が明確に選択されていた）、名前の決議については先送りされた。プルートンという用語は、地質学界において、深成岩を表す用語として長年使われていたため、多くの地質学者は、この名前の選択に批判的であった。惑星科学の分野は、地質学の分野と密接に関連しているため、この紛らわしさは望ましくないと考えられた。さらに、フランス語やスペイン語では、冥王星自体のことを「プルートン」と呼んでいることも混乱を招くとされた。
2つ目の変更は、二重惑星系の場合の惑星の定義の見直しである。極端に大きい軌道離心率を持つ二重惑星系の場合、共通重心がどちらかの天体の中に入ったり外に出たりし、軌道上の位置によって、2番目の天体の分類が、衛星になったり惑星になったりする。そのため、系の軌道周期の大部分において共通重心が両天体の外にある場合は二重惑星であると定義が改められた。
8月22日、惑星の基礎的な定義を180度転換することになる2つの公開会議が開催された。天文学者フリオ・アンヘル・ヘルナンデスの案は出席した科学者の支持を得、8月24日までにその支持を失うことは無いだろうとされた。この案は、冥王星を「準惑星」に降格させ、太陽系に8つの惑星のみを残すものだった。最初の会議で行われた議論は加熱し、静力学と動力学の優劣の問題等では、IAUのメンバーは互いに異を唱えあった。主要な対立点は、定義の基準に天体の軌道特性を含めるか否かという点だった。投票権を持つ会員は、冥王星型天体と二重惑星系についての提案や静水圧平衡の質問で真っ二つに割れた。議論は、後日予定される投票に先立って行われる私的な会合に対して「未だ開かれている」と言われた。
「秘密の」交渉に続いて、この日2回目の会議が行われ、役員会議が明確に太陽系外惑星を考慮から除外し、近隣の空間の占有を定義の条件に加えようと動き出した後、妥協案が現れ始めた。

## 最終的な提案
8月24日、第3版となる最終案が提示された。
| 「 | IAUは、太陽系の惑星及びその他の天体は、区別された以下の3つのカテゴリに分類されることを決議する。 (1) 惑星[1]は、(a) 太陽の周りの軌道にあり、(b) 自身の重力が剛体力に打ち勝つのに十分な質量を持つことから静水圧平衡の状態にあると推定され（球形に近い形で）、(c) 軌道上から近隣の他の天体を一掃している天体である。 (2) 準惑星[2]は、(a) 太陽の周りの軌道にあり、(b) 自身の重力が剛体力に打ち勝つのに十分な質量を持つことから静水圧平衡の状態にあると推定され、（球形に近い形で）、(c) 軌道上から近隣の他の天体を一掃していない天体で、(d) 衛星ではないものである。 (3) 衛星を除き、太陽の周りの軌道を公転するその他の全ての天体[3]は、「太陽系小天体」と総称する。 注： [1] 8つの惑星は、水星、金星、地球、火星、木星、土星、天王星、海王星である。 [2] IAUは、準惑星とその他の天体の間に境界線上の天体を割り当てる作業を進める。 [3] 現在は、太陽系の小惑星、太陽系外縁天体、彗星、その他の小天体の大部分が含まれている。 | 」 |

最終的な提案

### 総会での議論
午後には総会で投票が行われた。惑星の定義は、科学の基礎的な問題であるため、総会の全ての出席者に投票権があった。投票時点での総会への出席登録者数は2411人だったが、決議6A（下記）への投票または棄権を行ったのは、数千人の中で424人だけだった。
IAUの役員会は総会に、それぞれ定義への議論の別の側面に関する4つの決議案を提案した。明確化のための細かな修正条項については、討議中であった。
- 決議5Aは、上述の定義そのものである。それまでの「占有的な天体」という表現の代わりに「近隣の他の天体を一掃」という表現を使うことが適切か否かについてと、衛星の定義の含意について、多くの議論が行われた。この決議は、最終的にほぼ全会一致で可決された。
- 決議5Bは、上記の定義の (1) と [1] の「惑星」という言葉の前に「古典的な」という言葉を追加する修正案である。これは、前述の3つの異なったカテゴリーとするか、「惑星」という言葉を前2つのカテゴリーに広げるかの選択である。この決議は、賛成が91者のみに留まり否決された。
- 決議6Aは、冥王星の地位に関し、「冥王星は前述の定義では準惑星であり、太陽系外縁天体の新しいカテゴリーのプロトタイプとして評価される」と述べるものである。文法について細かい指摘があり、また正確に何が太陽系外縁天体を構成するかについての質疑があった後、賛成237、反対157、棄権30で可決された。この結果、準惑星の新しいカテゴリーが確立され、2008年6月11日にIAU役員会で冥王星型天体 ("plutoid") と命名され、より狭い定義が決定された。
- 決議6Bは、決議6Aの最後に「このカテゴリーは、'plutonian objects'と呼ぶ。」という1文を追加する修正案である。質疑は行われず、この命名案は賛成186、反対183で否決され、再投票の提案の動議も拒否された。これを受け、IAUは新しいカテゴリーの名前を決める作業を始めた[41]。

決議を文字通り読むと、「準惑星」は「惑星」の地位からは除外されている。しかし、名前に「惑星」と含まれていることが曖昧さの原因となっている。

## 最終的な定義
2006年8月26日の第26回総会で決定された決議5Aは、以下のようなものである。
| 「 | IAUは、太陽系の惑星及び衛星を除くその他の天体は、区別された以下の3つのカテゴリに分類されることを決議する。 (1) 惑星[1]は、(a) 太陽の周りの軌道にあり、(b) 自身の重力が剛体力に打ち勝つのに十分な質量を持つことから静水圧平衡の状態にあると推定され（球形に近い形で）、(c) 軌道上から近隣の他の天体を一掃している天体である。 (2) 準惑星は、(a) 太陽の周りの軌道にあり、(b) 自身の重力が剛体力に打ち勝つのに十分な質量を持つことから静水圧平衡の状態にあると推定され、（球形に近い形で）[2]、(c) 軌道上から近隣の他の天体を一掃していない天体で、(d) 衛星ではないものである。 (3) 衛星を除き、太陽の周りの軌道を公転するその他の全ての天体[3]は、「太陽系小天体」と総称する。 注： [1] 8つの惑星は、水星、金星、地球、火星、木星、土星、天王星、海王星である。 [2] IAUは、準惑星とその他の天体の間に境界線上の天体を割り当てる作業を進める。 [3] 現在は、太陽系の小惑星、太陽系外縁天体、彗星、その他の小天体の大部分が含まれている。 | 」 |

IAUは、さらに次の決議を行った。
| 「 | 冥王星は前述の定義では準惑星であり、太陽系外縁天体の新しいカテゴリーのプロトタイプとして評価される[1]。 注： [1] IAUはこのカテゴリーの名前を選ぶ作業を進める。 | 」 |

IAUはまた、「惑星と準惑星は、2つの区別された分類の天体である」という決議も行った。これは、準惑星はその名前に関わらず惑星とは見なされないことを意味した。

## 批判

### 内容についての批判
太陽系外の天体を惑星と考えるのに必要な最低限の質量及び大きさは、太陽系で使われるものと同じ値とするべきである。
定義の最終案の言葉遣いについての批判は続いた。特に、NASAの冥王星探査計画ニュー・ホライズンズを指揮する科学者のアラン・スターンは、冥王星と同様に、地球、火星、木星、海王星も軌道上の天体を完全には一掃していないと主張した。地球の軌道には、1万個もの地球近傍天体が存在し、木星は軌道の合間に10万個ものトロヤ群小惑星を持つ。「もし海王星が軌道上の近隣の他の天体を一掃していれば、冥王星はそこには存在しないだろう」と彼は付け加えた。
多くの天文学者は、軌道から他の天体を一掃しているわけではなくても、主要な惑星は、その軌道内の他の天体の軌道を完全にコントロールしていると言って、その意見に反対した。木星は軌道内で多くの小天体と共存しているが、これらの天体は、惑星の巨大な重力に揺さぶられてその場所にあるだけである。同様に、冥王星は海王星の軌道を横切るが、海王星はずっと昔に冥王星をカイパーベルト内の3:2の共鳴軌道に固定したものである。これらの天体の軌道は、完全に海王星の重力によって決定され、従って海王星は重力的に軌道を占有していると言える。
この定義は、太陽系以外に適用することは難しい。太陽系外惑星を探索する技術では、スターンとレヴィソンによるΛパラメータを用いた間接的な方法以外では、天体が「軌道を一掃」しているかどうか決定することはできず、また天体がいつできたかについては限定的な情報しか得られない。新しい定義では、恒星や連星ではなく太陽という言葉を使っているため、他の恒星の周りに確認されている多くの天体に対しては適用することができない。しかし、2001年にIAUによって太陽系外惑星の定義が既に別に定められており、その中には「太陽系外の天体を惑星と考えるのに必要な最低限の質量及び大きさは、太陽系で使われるものと同じ値とするべきである。」という基準が含まれている。

### 経緯についての批判
最終投票には、9000人以上の会員のうち比較的少数しか参加しなかったことから批判を集めた。確かにほとんどの会員は総会に出席していなかったとしても、最終投票は、多くの会員が去った後の10日間の学会の最終日に行われたのも事実である。学会に参加した2700人以上の天文学者のうち、投票に参加したのは、会員の天文学者全体の5%にも満たないわずか424人である。しかし統計学によれば、9000人の中から424人を抽出すれば、信頼区間5%以上の高い信頼性が確保されるため、この批判は当たらないとする者もいる。また、多くの天文学者はこの学会に行くことができなかった、またはプラハまで旅行するという選択をしなかったという問題もあるが、天文学者のMarla Gehaは、国際天文学連合の全ての会員が惑星の分類について投票する必要は無く、自身の研究が直接関連する者だけが投票できればよいと言明している。

## インパクト
この再定義は、文化的、社会的なインパクトを持つと考えられる。例えば、天文学の玩具やグッズを作る産業に対して影響を与える。教育関係の書籍にも書換えが要求される。この定義の決定は、最終結果が届くまでWorld Book Encyclopediaの2007年版の印刷を留保させるほど重要であった。新しい体系は、占星術界にも影響を及ぼし、再定義によってこれまでの慣習を変えるか否か様々な議論を呼んだ。

### 現代文化
定義の変更、特に冥王星の地位の変更は、現代文化にも影響を及ぼした。例えば、この変更に関連して多くの楽曲が作られた。
- "Planet X" (1996) - 冥王星を惑星から外す提案に対して抗議するChristine Lavinの曲。
- "Pluto" (1998) - 冥王星の惑星としての地位を守る2 Skinnee J'sの歌。
- "Thing a Week" - 2006年8月25日にJonathan Coultonがポッドキャストした歌。 "I'm Your Moon"は、冥王星の衛星カロンの視点に立った曲。
- "Bring Back Pluto" (2007) - アルバム"None Shall Pass"に収録されたAesop Rockの歌うヒップホップで、太陽系第9惑星としての冥王星の地位を支持するもの。
- "Pluto" (2009) - "50-vc. Doberman."の一部としてRobbie Fulksがリリースした曲。冥王星の再分類に対し、かつて冥王星は第9惑星であったことを思いだし、冥王星をカイパーベルトの王とする曲。

### Plutoed
2006年のIAUの決定後、to plutoという動詞（過去形、過去分詞形はPlutoed）が新語として作られた。そして2007年1月、アメリカ方言学会は、to plutoを「IAUの総会がかつての惑星である冥王星を惑星には値しないものと決議した時のように、何か又は何者かを降格させる又は価値を減じること」と定義し、plutoedを2006年の"Word of the year"に選出した。
学会長のCleveland Evansは、plutoedという言葉を選んだ理由について、「学会の会員は、冥王星の降格に対する公衆の感情は、冥王星の名前の重要さを表していると信じている。我々はもはやローマ神話の神であるプルートーを信仰していないかもしれないが、我々は未だかつての惑星との繋がりを感じている。」と述べている。

## 新しい準惑星のサブカテゴリー
2008年6月11日、IAUは、太陽系外縁天体の軌道を持つ準惑星のサブカテゴリーの名前を冥王星型天体 ("plutoids") としたと発表した。プレスリリースで、IAUは次のように述べた。
| 「 | 冥王星型天体は、海王星より外側の軌道で太陽の周りを公転する天体であり、自身の重力が剛体力に打ち勝つため、静水圧平衡の状態にあると推測され（ほぼ球形であり）、軌道上から近隣の他の天体を一掃していないものである。 | 」 |

このサブカテゴリーには、冥王星、ハウメア、マケマケ、エリスが含まれる。